# Tadeusz Pieronek

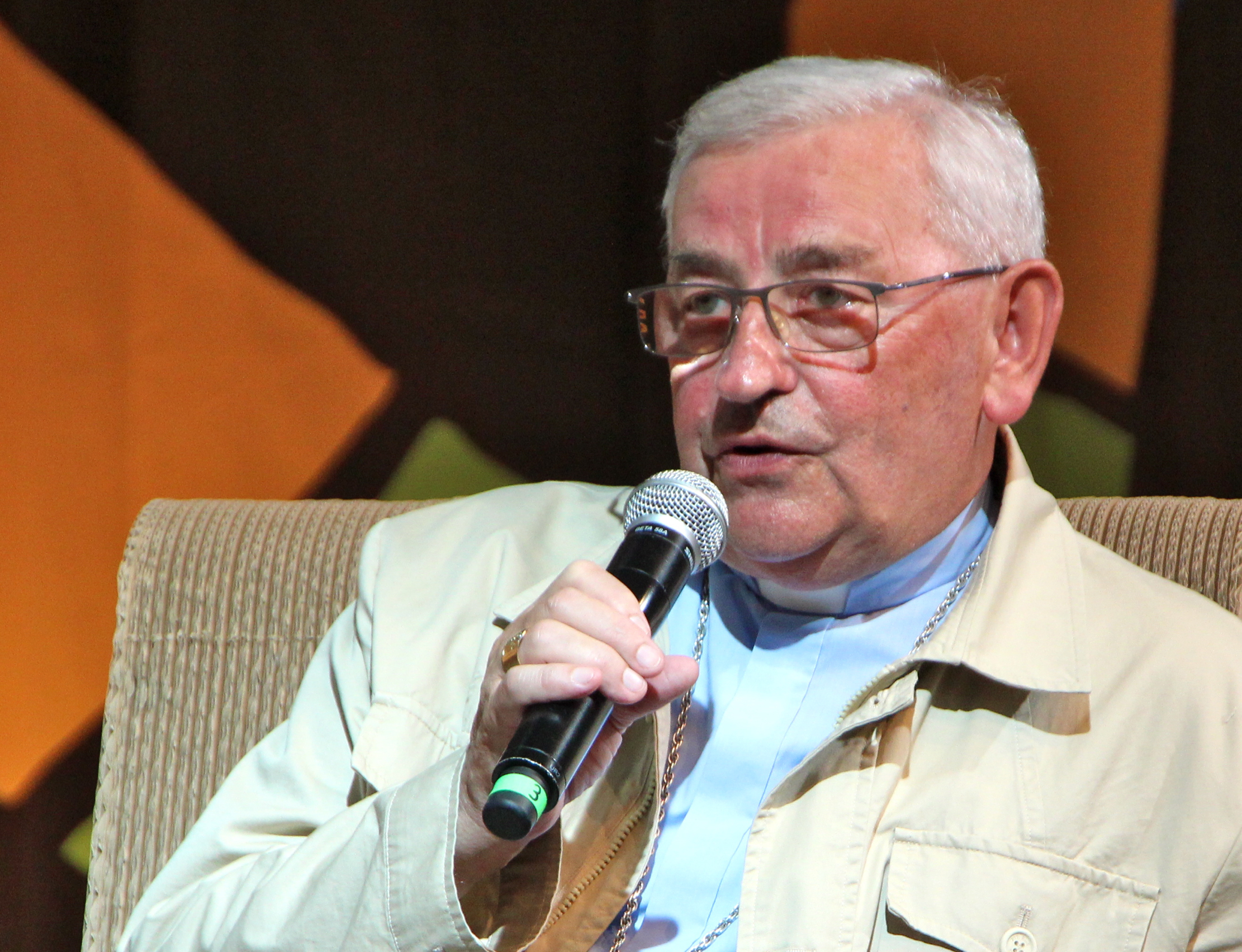
Tadeusz Pieronek (2012)

Tadeusz Władysław Pieronek (* 24. Oktober 1934 in Radziechowy, Powiat Żywiecki, Polen; † 27. Dezember 2018 in Krakau) war Weihbischof in Sosnowiec.

## Leben
Der Erzbischof von Lemberg und Apostolische Administrator von Krakau, Eugeniusz Baziak, weihte Tadeusz Pieronek am 26. Oktober 1957 zum Priester. Neben seiner Tätigkeit in der Seelsorge schrieb Pieronek eine kanonistische Dissertation über das Stiftskapitel der Annakirche in Krakau, mit der 1960 an der Katholischen Universität Lublin promoviert wurde. Weiterführende Studien des Kirchenrechtes an der Lateranuniversität in Rom und an der Katholischen Theologischen Akademie in Warschau schlossen sich an. Nachdem er das „Studium rotale“ absolviert hatte, wurde Pieronek 1965 zum Advokaten an der Römischen Rota zugelassen. Danach lehrte er als Professor an Universitäten in Krakau, Warschau und Rom.
Papst Johannes Paul II. ernannte ihn am 25. März 1992 zum Titularbischof von Cufruta sowie zum Weihbischof in Sosnowiec und spendete ihm am 26. April desselben Jahres im Petersdom die Bischofsweihe; Mitkonsekratoren waren Franciszek Kardinal Macharski, Erzbischof von Krakau, und Kardinalstaatssekretär Angelo Sodano.
Von 1993 bis 1998 war er Generalsekretär der Polnischen Bischofskonferenz. Von 1998 bis 2004 bekleidete er das Amt des Rektors der Päpstlichen Theologischen Akademie in Krakau.
Johannes Paul II. nahm 31. August 1998 seinen vorzeitigen Rücktritt an. Später war er Delegierter des Erzbistums Krakau für Wissenschaft und Kultur. Pieronek galt als Vertreter der liberalen Minderheit der katholischen Kirche in Polen und Unterstützer von Papst Franziskus. Im Januar 2016 kritisierte er die Regierung um Beata Szydło und Jarosław Kaczyński wegen ihres Angriffs auf rechtsstaatliche Institutionen wie das Verfassungsgericht, die er als „Negation der Regeln der Rechtsstaatlichkeit“ bezeichnete. Ebenso sprach er sich gegen die Linie der Regierung und der Mehrheit der polnischen Bevölkerung für die Aufnahme von Flüchtlingen in Polen aus, verurteilte aber auch den seiner Meinung nach zu großen Einfluss des Islam in Westeuropa. Am 14. November 2017 hielt er die Trauerrede beim Begräbnis von Piotr Szczęsny, der sich im Protest gegen die Regierung das Leben nahm.
Pieronek wurde in der Bischofsgruft der Krakauer Kirche St. Peter und Paul bestattet.

## Ehrungen
- Mitglied der Polnischen Akademie der Wissenschaften